# Monte Mundo Perdido
Der Monte Mundo Perdido (auch Gunung Mundoperdido,  Gunung Perdido; deutsch „Berg der Verlorenen Welt“) ist ein Berg im osttimoresischen Suco Ossu de Cima (Verwaltungsamt Ossu, Gemeinde Viqueque), westlich vom Ort Ossu. 

## Erscheinungsbild

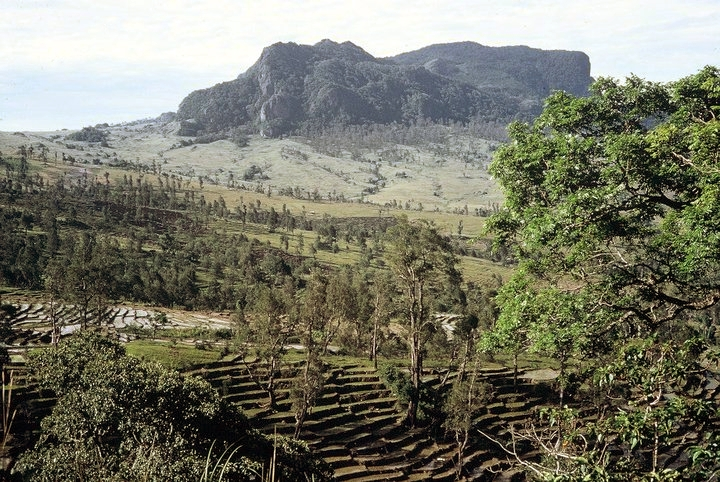
Der Mundo Perdido aus einiger Entfernung (1970)

Der Berg ist eine für die Insel Timor typische Fatu mit charakteristischen, steilen Klippen. aus Kalksteinkarst. Er hat eine Höhe von 1763 m (andere Quellen: 1752 m, 1775 m). Es gibt in der Region mehrere Höhlen. Darunter die Gua Pusuk, mit einer Länge von zwei Kilometern. Einige Gebiete der Region gelten den Einheimischen als heilig.
Am Berg entspringen zahlreiche Quellen, die sich in kleine Flüsse ergießen. In der Region entspringt auch der Seiçal, der als einer der wenigen Flüsse im Norden des Landes, ganzjährig Wasser führt.

## Klima
Auf der Insel Timor gibt es eine Regen- und eine Trockenzeit. Am Monte Mundo Perdido fällt die Regenzeit zwischen die Monate Dezember und Juni. Während im nahgelegenen Ort Ossu der Jahresniederschlag 1956 mm beträgt, schätzt man an den höher gelegenen Hängen des Berges ein Jahresniederschlag von 2500 bis 3000 mm pro Jahr. Dazu kommt Feuchtigkeit aus der Bewölkung. Tagsüber herrschen auf einer Höhenlage von 1200 m bis 1400 m Temperaturen von 26 bis 28 °C, auf 1700 m sind es etwa 20 bis 22 °C. Nachts sind es 18 beziehungsweise 10 °C.

## Wirtschaftliche Nutzung

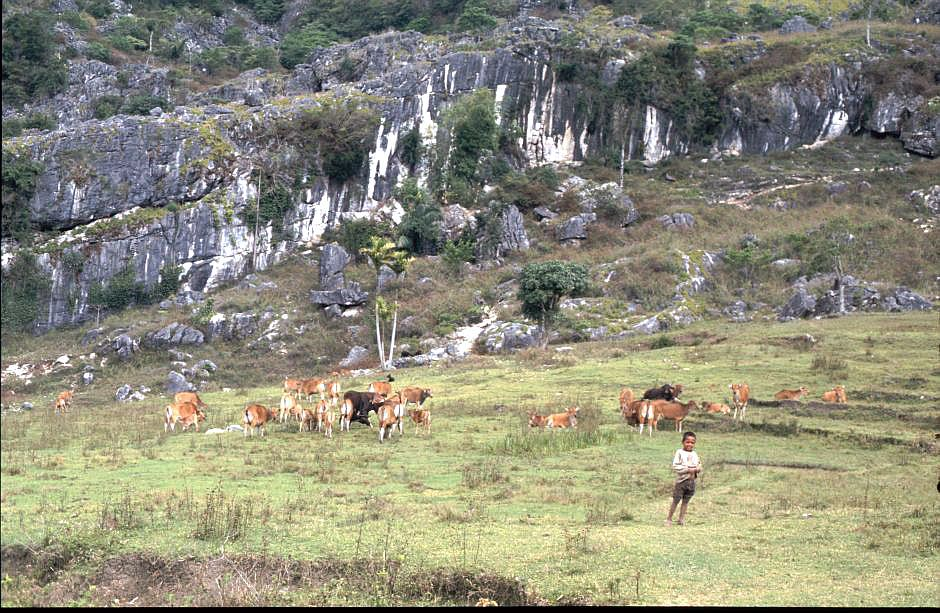
Rinder am Monte Mundo Perdido

Die Bevölkerung in der Umgebung des Berges baut Reis und Gemüse an. Daneben werden Wasserbüffel (Bubalus bubalis), Bantengrinder (Bos javanicus), Timor-Ponys, Ziegen und Hühner gezüchtet. Einige Banteng sind 1999 nach der Flucht einiger Familien verwildert. Aus dem Wald gewinnt man Holz, Rattan, Bambus, Orchideen und Farne. Zwischen 1900 und 1910 wurden etwa 200 Hektar Kaffeeplantagen geschaffen, diese sind aber aufgrund des Krieges während der indonesischen Besetzung (1975 bis 1999) verwildert. Nur noch kleine Mengen werden für den lokalen Gebrauch geerntet.

## Das Wildschutzgebiet

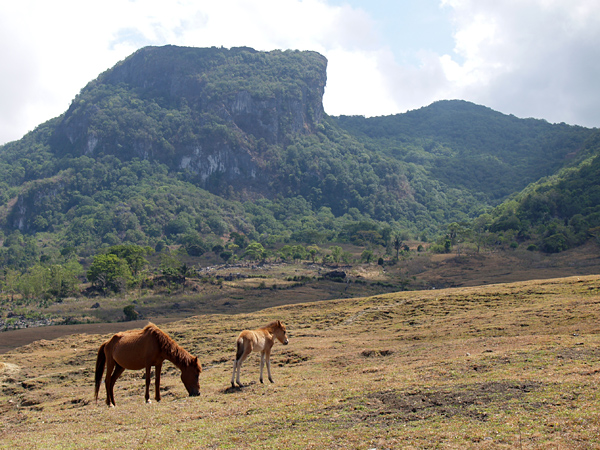
Timor-Ponys in der Nähe des Monte Mundo Perdido

Der Gipfel und der umliegende Wald sind seit 2000 ein Wildschutzgebiet, es bestehen aber keine aktiven Schutzmaßnahmen. Laut einer Untersuchung von 2009 ist der Bergwald einer der wichtigsten auf Timor. Zum 16.100 Hektar großen Schutzgebiet gehört auch der Berg Laritame, fünf Kilometer nördlich sowie Teile der Verwaltungsämter Vemasse und Venilale (beide Gemeinde Baucau). Das Gebiet liegt über 750 m, 3.600 Hektar liegen sogar über 1000 m. Im Gebiet liegen vier Dörfer: Ossu de Cima, Loi-Huno, Builale und Liaruca. Es gibt Pläne, das Gebiet über den Ort Uaguia hinaus, um den Berg Builo mit etwa 3000 bis 4000 Hektar zur Important Bird Area des Monte Mundo Perdido hinzuzufügen, wenn auch hier eine hohe Biodiversität nachgewiesen wird.
Eine aktive Verwaltung als Schutzgebiet findet trotz seines Status für das Gebiet bisher nicht statt, doch ist die lokale Bevölkerung der Idee aufgeschlossen. Das Gebiet eignet sich aufgrund seiner zerklüfteten und steilen Felsen nicht zur Landwirtschaft. Geregelt müsste die Haltung von Nutztieren, die Verwendung von Produkten aus dem Wald, wie Bambus und Rattan und die Wiederaufforstung erodierter Gebiete werden. Auch ein Programm zur kommunalen Waldnutzung ist angedacht, um die unkontrollierten Abholzungen einzuschränken.

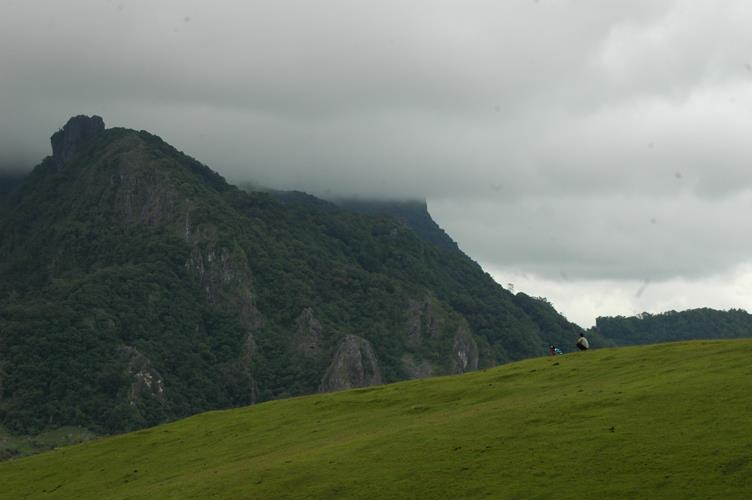
Nebel am Mundo Perdido

Neben Holzeinschlag zum lokalen Gebrauch und der Nutzung anderer Pflanzen aus dem Wald, stellt die Erosion eine Bedrohung für das Schutzgebiet dar. In der Vergangenheit wurde an einigen Hängen der Wald gerodet und das so entstandene Grasland zur Viehbewirtschaftung verwendet, was zur Erosion und Verschlechterung der Wasserqualität geführt hat. Die Säugetierarten werden durch die einheimische Bevölkerung bejagt, gelegentlich auch der Netzpython, dessen Fleisch und Haut verkauft wird. Gejagt wird meistens mit Fallen. Größere Taubenarten werden am Laritame mit Blasrohren oder Luftgewehren geschossen. Früher wurden auch die Nester der Salanganen in den Höhlen der Region gesammelt (Schwalbennestersuppe) und Vögel, wie der Gelbwangenkakadu, der Helmlederkopf (Philemon buceroides), Timorlederkopf (Philemon inornatus) oder das Bankivahuhn (Gallus gallus) zum Verkauf gefangen. Dies ist inzwischen nicht mehr der Fall.

### Fauna
| Auf Timor und Wetar endemische und gefährdete Vogelarten im Gebiet des Monte Mundo Perdido |                            |
| Vogelart                                                                                   | Information                |
| Große Kuckuckstaube (Macropygia magna)                                                     | endemisch                  |
| Timortaube (Turacoena modesta)                                                             | gefährdet                  |
| Schieferrücken-Fruchttaube (Ducula cineracea)                                              | bedroht/endemisch          |
| Gelbwangenkakadu (Cacatua sulphurea)                                                       | stark bedroht              |
| Gelbkopflori (Trichoglossus euteles)                                                       | endemisch                  |
| Irislori (Psitteuteles iris)                                                               | bedroht/endemisch          |
| Timorliest (Todiramphus australasia)                                                       | gering gefährdet/endemisch |
| Timorlederkopf (Philemon inornatus)                                                        | endemisch                  |
| Timorhonigfresser (Lichmera flavicans)                                                     | endemisch                  |
| Dreifarben-Honigfresser (Myzomela vulnerata)                                               | endemisch                  |
| Timorgerygone (Gerygone inornata)                                                          | endemisch                  |
| Orpheusdickkopf (Pachycephala orpheus)                                                     | endemisch                  |
| Feigenpirol (Sphecotheres viridis)                                                         | endemisch                  |
| Sundapirol (Oriolus melanotis)                                                             | endemisch                  |
| Timorstutzschwanz (Urosphena subulata)                                                     | endemisch                  |
| Timorlaubsänger (Phylloscopus presbytes)                                                   | endemisch                  |
| Fleckenbrust-Brillenvogel (Heleia muelleri)                                                | gefährdet/endemisch        |
| Sumbawadrossel (Zoothera dohertyi)                                                         | gefährdet/endemisch        |
| Timordrossel (Zoothera peronii)                                                            | gefährdet/endemisch        |
| Brustband-Grundschnäpper (Ficedula timorensis)                                             | gefährdet/endemisch        |
| Hyazinthenblauschnäpper (Cyornis hyacinthinus)                                             | endemisch                  |
| Macklot-Mistelfresser (Dicaeum maugei)                                                     | endemisch                  |
| Timor-Reisfink (Padda fuscata)                                                             | gefährdet/endemisch        |

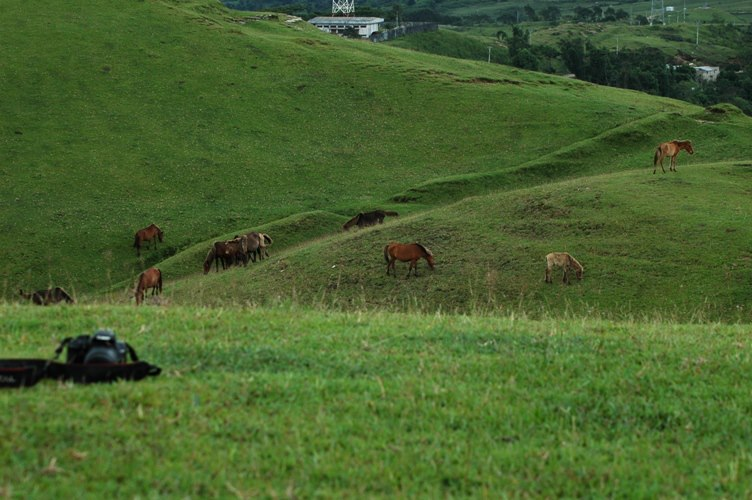
Pferde im Larigutotal, nahe dem Mundo Perdido

Allein hier konnten 22 der 23 in der Region Timor-Wetar endemischen Vogelarten gefunden werden, weswegen der Berg zur 17. Important Bird Area des Landes erklärt wurde. Die stark bedrohte Schieferrücken-Fruchttaube (Ducula cineracea) fand sich hier in großer Zahl während der Trockenzeit, weniger in der Regenzeit. Ebenfalls zahlreich waren andere Tauben, wie etwa die Timortaube (Turacoena modesta). Zudem findet sich hier eine kleine Gruppe des Gelbwangenkakadu (Cacatua sulphurea). Eine große Überraschung war die Entdeckung einer Population von Goldhähnchen-Blauschnäppern (Muscicapella hodgsoni), die man bisher nur von Sumatra und Borneo her kannte. Der taxonomische Status dieser Gruppe wird noch weiter untersucht. Eine weitere Art, die man fand, war die Südseedrossel (Turdus poliocephalus). Insgesamt konnten 63 Vogelarten nachgewiesen werden, wovon 61 auch hier brüten, während zwei Arten Zugvögel aus dem Norden sind. Elf der einheimischen Arten sind auf Bergwälder spezialisiert. Die einzige bekannte timoresische Bergvogel, die hier nicht entdeckt werden konnte, war der Mayrbuschsänger (Bradypterus timorensis). Es ist aber möglich, dass er bei der Expedition von 2009 übersehen wurde, da nicht alle Regionen des Gebiets gründlich untersucht wurden.
Vor allem in Höhlen gibt es bedeutende Fledermausvorkommen. So finden sich hier Geoffroys Flughund (Rousettus amplexicaudatus), Sunda-Flughund (Acerodon mackloti), Westlicher Nacktrückenflughund (Dobsonia peronii), Indonesischer Kurznasen-Flughund (Cynopterus titthaecheilus) und die timoresische Unterart der Canuts Hufeisennase (Rhinolophus canuti timoriensis). Außerdem konnten bisher neun flugunfähige Säugetiere im Wildschutzgebiet nachgewiesen werden. Der Graue Kuskus (Phalanger orientalis), der Javaneraffe (Macaca fascicularis), der Fleckenmusang (Paradoxurus hermaphroditus), der Mähnenhirsch (Cervus timorensis), die Pazifische Ratte (Rattus exulans), die Asiatische Hausratte (Rattus tanezumi) und verwilderte Hausschweine und Bantengs. Alle diese Arten wurden vom Menschen nach Timor gebracht.
Unter den wenigen Reptilienarten, die man fand, waren die endemische Glattechse Eremiascincus timorensis und die Timor-Bronzenatter (Dendrelaphis inornatus).

### Flora

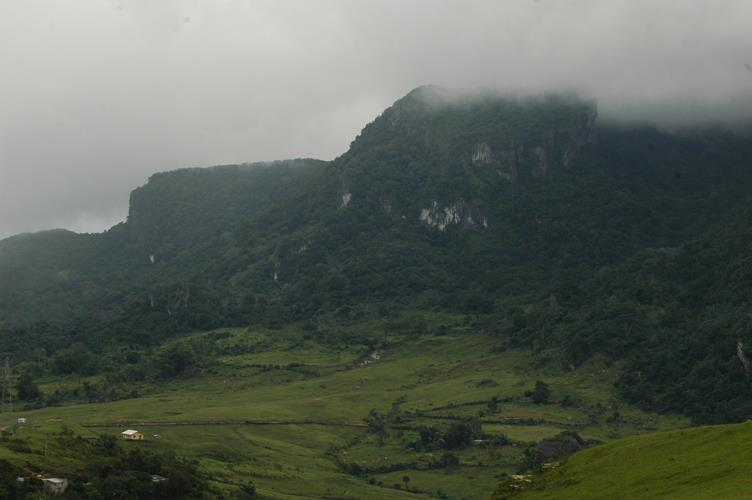
Bergwald am Monte Mundo Perdido

Das Gebiet ist vom größten zusammenhängenden Bergwald der Insel bedeckt. Die Vegetation variiert je nach Höhenlage, aber normalerweise herrschen Büsche und immergrüne Bäume mit Wuchshöhen von bis zu 35 Meter vor, auf denen zahlreiche Arten von Epiphyten wachsen, wie Farne, Orchideen und Schraubenbaumgewächse. Oberhalb von 1450 m erreichen die Bäume nur noch Wuchshöhen von 15 bis 25 Meter und über 1600 m lichten sich die Bäume, während das Buschwerk dicht ist und der Boden von Farnen (Cyathea-Arten und Angiopteris evects) und Moosen bedeckt ist. Unter 1000 m sind nur noch Reste des Tropenwaldes übrig. Dazu finden sich kleine Waldinseln mit der Kasuarinenart Casuarina junghuhniana und offenen Wäldern aus der Eukalyptenart Eucalyptus urophylla. Schon vor langer Zeit wurden weite Teile der unteren Ebenen des Monte Mundo Perdido durch die Landwirtschaft in Grasland verwandelt worden.
Zudem konnten bei den Felduntersuchungen von 2009 mehrere neue Arten von Orchideen entdeckt werden. Der Monte Mundo Perdido gilt als einer der drei wichtigsten Schutzgebiete für Orchideen in Osttimor.

## Geschichte

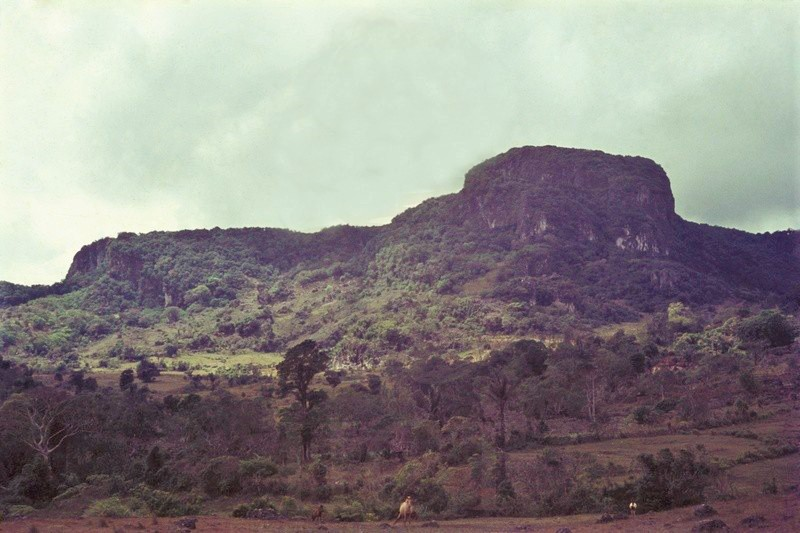
Der Monte Mundo Perdido vom Larigutotal aus (1966)

Während der indonesischen Besatzungszeit (1975 bis 1999) war die Region ein Kampfgebiet, was eine wirtschaftliche Nutzung beeinträchtigte.

## Belege
- BirdLife International: A lost world in Timor-Leste. Mount Mundo Perdido. A profile of its biodiversity and conservation (Memento vom 30. November 2010 im Internet Archive)